# Sadou Daoudou
Pour les articles homonymes, voir Daoudou.
Sadou Daoudou, né en 1926 à Ngaoundéré et mort le 21 novembre 2002 dans la même ville, est une personnalité politique camerounaise.

## Biographie

### Enfance et débuts
Sadou Daoudou naît en 1926 à Ngaoundéré. Il effectue ses études primaires à Garoua et ses études primaires supérieures au Collège de Bongor au Tchad. En 1947, il sort diplômé de ce collège. 

### Carrière
Entre mars 1948 et mai 1957, Sadou Daoudou est adjoint administratif à Maroua.
Il est ensuite adjoint au chef de subdivision de Kaélé de mai 1957 à novembre 1958.
En novembre 1958, il est chef de cabinet du premier ministre et député de l'Adamaoua à l'Assemblée Nationale du Cameroun le 10 avril 1960. Secrétaire d'État chargé de l'Information dans le gouvernement de Charles Assalé le 17 mai 1960. Il devient ministre des forces armées le 20 juin 1961 et confirmé le 3 juillet 1972, puis ministre d'État chargé des Forces armées de 1972 à 1982. 
Du 6 novembre 1982 à juin 1983, il est secrétaire général de la présidence de la République.
Il a été membre du comité centrale et du bureau politique de l'Union Nationale Camerounaise (UNC) et vice-président du Comité Central du parti au pouvoir le Rassemblement Démocratique du Peuple Camerounais de 1990 jusqu'à sa mort en 2002. 
Il fut un moment PCA de plusieurs sociétés d'état.
Dans les années 1960, bien qu'il dispose officiellement du titre de ministre des Forces armées, il n'en exerce pas réellement la fonction. Celle-ci revient officieusement au colonel Jean-Victor Blanc.
Sadou Daoudou meurt le 21 novembre 2002 dans sa ville natale à l'âge de 76 ans.
Il a eu 3 femmes et dix enfants dont 2 garçons et 8 filles.

## Distinction
- Commandant de l'ordre de la Valeur camerounais.

## Publication
- Sadou Daoudou parle de l'Armée camerounaise et..., Presses de l'UCAC, 2017, 158 p. (ISBN 978-2-84849-218-6), posthume, avec Daniel Abwa